# Oncousoecia polygonalis
Oncousoecia polygonalis är en mossdjursart som först beskrevs av Arnold Girard Kluge 1915.  Oncousoecia polygonalis ingår i släktet Oncousoecia och familjen Oncousoeciidae. Inga underarter finns listade i Catalogue of Life.